# Cristianización de santos y fiestas
El término calendario cristianizado se refiere a días festivos que son reformulaciones cristianizadas (interpretatio christiana) de fiestas precristianas.

## Cristianización de los santos
El historiador Peter Brown ha argumentado que no es posible equiparar el antiguo culto a los dioses paganos con el posterior culto a los santos.Cesáreo de Arlés y otros eclesiásticos, no obstante, han deplorado ciertas costumbres, como los repetidos brindis ostensiblemente en honor al santo, mientras que gran parte del protestantismo como es sabido condena en conjunto el culto a los santos.Varios académicos han sido escépticos respecto a la historicidad de algunos santos cristianos, ya sea por escasez de evidencia histórica pero también por sus semejanzas con deidades y festivales precristianos. Algunos de estos santos locales, especialmente aquellos datados en eras cuando las regiones estaban siendo cristianizadas, han sido eliminados del Calendario de los Santos y desacralizados por la Iglesia Católica después de que las investigaciones generaron dudas sobre su historicidad.Otros, como Santa Brígida de Kildare, si bien su historicidad es cuestionada, conservan su posición en parte debido a su importancia histórica.
La leyenda de Barlaam y Josafat parece derivarse, a través de versiones árabe y georgiana, de la historia de Siddartha Gautama, conocido como el Buda. El nombre del rey Josafat convertido en monje (árabe Yūdhasaf o Būdhasaf; georgiano Iodasaph ) derivaría del sánscrito Bodhisattva, término tradicional para referirse a Gautama antes de su Iluminación.En el santoral ortodoxo su fiesta se celebra el 26 de agosto, mientras que en el martirologio romano los santos fueron canonizados (como "Barlaam y Josafat") y su fiesta es el 27 de noviembre. La historia fue traducida al hebreo en la Edad Media como Ben-HaMelekh ve HaNazir ("El hijo del rey y el nazareo") convirtiéndose así el relato en leyenda cristiana y judía. 

## Cristianización de fiestas paganas

### Día de San Valentín
El día de San Valentín, el 14 de febrero, conmemora a tres mártires distintos llamados Valentinus. Uno es descrito como sacerdote en Roma, otro obispo de Interamna (actual Terni). Ambos aparentemente habrían sido martirizados en la segunda mitad del siglo III y enterrados en distintos sitios del Camino Flaminio. La conexión de la fiesta de estos santos con el amor romántico surgió en la Edad Media, cuando se creía que en torno al dicho día del santoral a mediados de febrero los pájaros comenzaban a aparearse. 
Por su parte Alfred Kellogg y Robert Cox postulan que la moderna costumbre del Día de San Valentín se origina en el festival romano de la Lupercalia. Pero J. Hillis Miller y otros consideran que la hipótesis no es convincente, arguyendo que no hay pruebas de que el moderno día de San Valentín se remonte a la Lupercalia, dicha afirmación pareciendo originarse en conceptos erróneos sobre las fiestas. Jack Oruch dice que no existen registros escritos de que Gelasio haya tenido intención de reemplazar a la Lupercalia. 

### Pascua
Los cristianos generalmente consideran la Pascua como la fecha más importante del calendario eclesiástico, porque en ella se recuerda la resurrección de Cristo. Culminando la llamada Semana Santa, es decir la conmemoración anual de la pasión de Cristo. s también es la fiesta más antigua del cristianismo y está relacionada con la Pascua judía, dado que según los Evangelios Jesús (el "Cordero de Dios") murió durante esa festividad hebrea, considerándose tradicionalmente su sacrificio el máximo sacrificio pascual. El término "Pascua" se deriva del hebreo Pésaj (פֶּסַח, Pesaḥ) que se ha tendido a traducir como "Él pasó por encima" (hebreo: פסח), en referencia a la ira de Dios "pasando por encima" (o "saltándose") las casas de los hebreos durante la final de las diez Plagas de Egipto, término proveniente de la traducción al griego de la Septuaginta (griego antiguo: παρελεύσεται, romanizado: pareleusetai en Éxodo 12:23, y ἐσκέπασεν, eskepasen en Éxodo 12:27). El Targum Onkelos traduce pesach como ve-yeiḥos (en hebreo: וְיֵחוֹס, romanizado: we-yēḥôs), "tuvo piedad", procedente de la raíz hebrea חסה, que significa "tener piedad". Los idiomas cognados producen términos similares con significados distintos, como "ablandar, calmar, aplacar" (acadio passahu). El término inglés "Easter" según el venerable monje Beda es una forma anglosajona relacionada con Ostara (Ēostre), una diosa teutónica de la luz naciente del día y la primavera. 

### Día de San Marcos
Según Hippolyte Delehaye, las Letanías Mayores de la fiesta de San Marcos (25 de abril) son una continuación y adaptación de la fiesta agrícola romana de la Robigalia . 

### Noche de Walpurgis
La Noche de Walpurgis es la víspera de la fiesta cristiana de Santa Walpurga o Walburga que se celebra desde la noche del 30 de abril hasta el 1 de mayo. En Alemania, Países Bajos, República Checa y Suecia se encienden hogueras en la Noche de Walpurgis. La fecha coincide con unas Fiestas de Mayo más antiguas, que se celebraban en gran parte del norte de Europa también encendiendo fuegos nocturnos.Una serie de ritos de origen precristiano se celebraban en ese momento del año (entre el equinoccio de primavera y el solsticio de verano ) para marcar el inicio del verano, incluyendo la de Beltane en Irlanda y Bretaña. El folclorista Jack Santino dice: "Es casi seguro que la fecha y sus tradiciones se remonten a celebraciones precristianas que se festejaban el primero de mayo".  La historiadora de arte Pamela Berger señala la asociación de Walpurga con gavillas de grano sugiriendo que su culto fue una adaptación del de diosas agrarias paganas. 

### Día de San Juan
El solsticio de verano se ha observado desde el Neolítico, y muchos monumentos antiguos en Europa se alinean en relación con el punto de salida o puesta del sol en ese día.En la antigua Roma el 24 de junio era la fecha tradicional del solsticio de verano y el 25 de diciembre la fecha del solsticio de invierno, ambas fechas marcadas por festivales.   En el siglo IV d. C., la iglesia cristiana comenzó a guardar el 24 de junio como día del nacimiento de San Juan Bautista y el 25 de diciembre como el día del nacimiento de Jesús. Dentro de la teología cristiana, se entendía que Juan el Bautista "estaba preparando el camino para Jesús", afirmando éste en el Evangelio de Juan "es necesario que él [Jesús] crezca, pero que yo mengüe" (3:30) simbolizándose esto en el hecho de que la altura del sol en el cielo y la duración del día comienzan a menguar después del solsticio de verano y, en cambio, a aumentar después del solsticio de invierno. "Este ciclo solar se completó al emparejar la concepción y el nacimiento de Cristo con la concepción y el nacimiento de su primo, Juan el Bautista".La Fiesta o Víspera de San Juan (23 de junio) se entrelaza con las Fiestas Juninas europeas y ambas están marcadas por el encendido de hogueras.

### Día de Todos los Santos
El Triudo de Todos los Santos engloba en el cristianismo occidental las tres festividades consecutivas de Vísperas de Todos los Santos (inglés Halloween), Día de Todos los Santos y Día de los Fieles Difuntos que se observan tradicionalmente del 31 de octubre al 2 de noviembre como conmemoración a los muertos.
En la cultura celta (así como en muchas otras culturas primitivas) se consideraba que el año comenzaba en invierno en Samhain, y se creía que dicho comienzo del año marcaba el momento en el que el mundo de los muertos se cruzaba con el de los vivos. Más que como algo funesto, sin embargo, se consideraba que dicho evento debía conmemorarse como un festejo honrando la supuesta visita temporal de las almas de los muertos. En la tradición cristiana ortodoxa, en cambio, el énfasis de la celebración recayó en el ofrecimiento de fervientes rezos a favor de los difuntos, a quienes se cree se les permite visitar a los vivos durante 40 días desde el momento de su muerte, siendo grandemente consolados e incluso pudiendo ser salvos del infierno mediante estos rezos. En algunas tradiciones católicas, en ésta noche se visitan las tumbas de los familiares fallecidos, encendiéndose velas  a su favor en un ambiente familiar, que a menudo puede incluir una suerte de pícnic. Muchos historiadores sostienen que ésta costumbre se deriva claramente de prácticas precristianas. La festividad cristiana se celebraba originalmente anualmente la semana después de Pentecostés, y aún es celebrada en dicha fecha en las iglesias ortodoxas, pero en Europa occidental las iglesias comenzaron a guardarla en coincidencia con los festivales precristianos en honor de los muertos, siendo oficialmente trasladadas a dicha fecha por el Papa Gregorio III .
El proceso se repitió en México, donde la fiesta azteca de Mictecacihuatl a principios de agosto se sincretizó con el Día de Muertos.

### Navidad
La evidencia más antigua del festejo del nacimiento de Cristo el 25 de diciembre se halla en una frase del Cronógrafo de 354. Los historiadores generalmente coinciden en que esta parte del texto fue escrita en Roma en el año 336 d. C. 
Una teoría muy extendida es que la Iglesia eligió el 25 de diciembre como la fecha de nacimiento de Cristo (Dies Natalis Christi) para apropiarse del festival romano del solsticio de invierno Dies Natalis Solis Invicti (nacimiento de Sol Invictus o "Sol Invencible") celebrado en la misma fecha.    Este festival había sido instituido por el emperador Aureliano en el año 274 d. C.  Gary Forsythe, profesor de Historia Antigua, dice: "Dicha celebración habría sido una bienvenida adición al período de siete días de los Saturnales (del 17 al 23 de diciembre), el festival anual más esperado Roma desde la era republicana, caracterizado por fiestas, banquetes e intercambios de regalos". 
La Iglesia primitiva vinculó a Jesucristo con el Sol mediante el "Sol de Justicia" (Sol Justitiae) profetizado por Malaquías.Un tratado cristiano atribuido a Juan Crisóstomo que data de principios del siglo IV d. C. asocia el nacimiento de Cristo con el cumpleaños del dios Sol:

"Nuestro Señor también nace en el mes de diciembre... el octavo día antes de las calendas de enero [25 de diciembre]... Pero ellos [los paganos] lo llaman el 'Nacimiento del Invicto'. ¿Y quién en verdad es tan invicto como Nuestro Señor? O, si dicen que es el nacimiento del Sol, [podemos decir] Él es el Sol de Justicia".

Un sermón de San Agustín de finales del siglo IV explica por qué el solsticio de invierno era un día apropiado para celebrar el nacimiento de Cristo:

"He aquí que Él nació en el día más corto del año según nuestro cálculo terrenal, a partir del cual los días comienzan a crecer en longitud. Aquel entonces que se rebajó para elevarnos eligió el día más corto, pero a partir del cual la luz comienza a crecer".

Otra teoría sugiere que la Navidad se calculaba nueve meses después de una fecha elegida como de la concepción de Cristo (la Anunciación): el 25 de marzo, fecha romana del equinoccio de primavera. Esta teoría fue propuesta por primera vez por el escritor francés Louis Duchesne en 1889. 